# Рипальта-Гуерина
Рипальта-Гуерина, Рипальта-Ґуерина (італ. Ripalta Guerina) — муніципалітет в Італії, у регіоні Ломбардія,  провінція Кремона.
Рипальта-Гуерина розташована на відстані близько 440 км на північний захід від Рима, 45 км на південний схід від Мілана, 32 км на північний захід від Кремони.
Населення — 528 осіб (2014).
Щорічний фестиваль відбувається 4 травня. Покровитель — San Gottardo.

## Демографія
Населення за роками:

Станом на 1 січня 2023 року в муніципалітеті офіційно проживало 14 іноземців з 5 країн, серед них 6 громадян країн Євросоюзу.

## Сусідні муніципалітети
- Монтодіне
- Москаццано
- Рипальта-Арпіна
- Рипальта-Кремаска